# Івановка (Оршанський район)
Іва́новка (рос. Ивановка, марій. Ивансола) — присілок у складі Оршанського району Марій Ел, Росія. Входить до складу Марковського сільського поселення.

## Населення
Населення — 114 осіб (2010; 144 у 2002).
Національний склад (станом на 2002 рік):
- марійці — 88 %